# NGC 2523C
NGC 2523C (другие обозначения — UGC 4290, MCG 12-8-32, ZWG 331.33, NPM1G +73.0036, PGC 23247) — эллиптическая галактика (E) в созвездии Жираф.
Этот объект не входит в число перечисленных в оригинальной редакции «Нового общего каталога» и был добавлен позднее.